# Постолиська
Постолиська (пол. Postoliska) — село в Польщі, у гміні Тлущ Воломінського повіту Мазовецького воєводства.
Населення — 1071 особа (2011).
У 1975-1998 роках село належало до Остроленцького воєводства.

## Демографія
Демографічна структура станом на 31 березня 2011 року:
|          | Загалом | Допрацездатний вік | Працездатний вік | Постпрацездатний вік |
| -------- | ------- | ------------------ | ---------------- | -------------------- |
| Чоловіки | 511     | 135                | 336              | 40                   |
| Жінки    | 560     | 127                | 335              | 98                   |
| Разом    | 1071    | 262                | 671              | 138                  |